# Шуляк азійський
Шуля́к азійський (Aviceda jerdoni) — вид яструбоподібних птахів родини яструбових (Accipitridae). Мешкає в Південній і Південно-Східній Азії. Вид названий на честь британського орнітолога Томаса Джердона.

## Опис
Азійський шуляк — хижий птах, середня довжина якого становить 41-48 см, а розмах крил 109-117 см. Верхня частина тіла чорнувато-коричнева, нижня частина тіла білувата, поцяткована широкими рудими смугами. На голові помітний вузький чуб, який стирчить дибки. Крила довгі, широкі, хвіст відносно довгий.

## Підвиди
Виділяють п'ять підвидів:
- A. j. jerdoni (Blyth, 1842) — від Сіккіма, Бутана і Північно-Східної Індії до Юньнаня, М'янми, південного Індокитая, Малайського півострова, Суматри і острова Хайнань;
- A. j. ceylonensis (Legge, 1876) — Західні і Східні Гати, високогір'я Шрі-Ланки;
- A. j. borneensis (Brüggemann, 1876) — Калімантан;
- A. j. magnirostris (Kaup, 1847) — Самар, Мінданао, Палаван і сусідні острови;
- A. j. celebensis (Schlegel, 1873) — острови Тогіан[en], Банґґаї[en] і Сула[en].

## Поширення і екологія
Азійські шуляки мешкають в Індії, Непалі, Бутані, Бангладеш, Китаї, М'янмі, Таїланді, Лаосі, В'єтнамі, Камбоджі, Малайзії, Індонезії, Брунеї, на Філіппінах і Шрі-Ланці. Вони живуть у вологих рівнинних і гірських тропічних лісах, на узліссях і галявинах, на плантаціях, у гімалайських тераях і дуарах. Зустрічаються поодинці, парами або невеликими сімейними зграями до 5 птахів. Живляться ящірками і великими комахами, такими як коники і богомоли. Розмножуються протягом всього року, за винятком квітня-травня.

## Збереження
МСОП класифікує цей вид як такий, що не потребує особливих заходів зі збереження, За оцінками дослідників, популяція азійських шуляків становить приблизно 10000 птахів.

## Галерея

Підвид A. j. celebensis
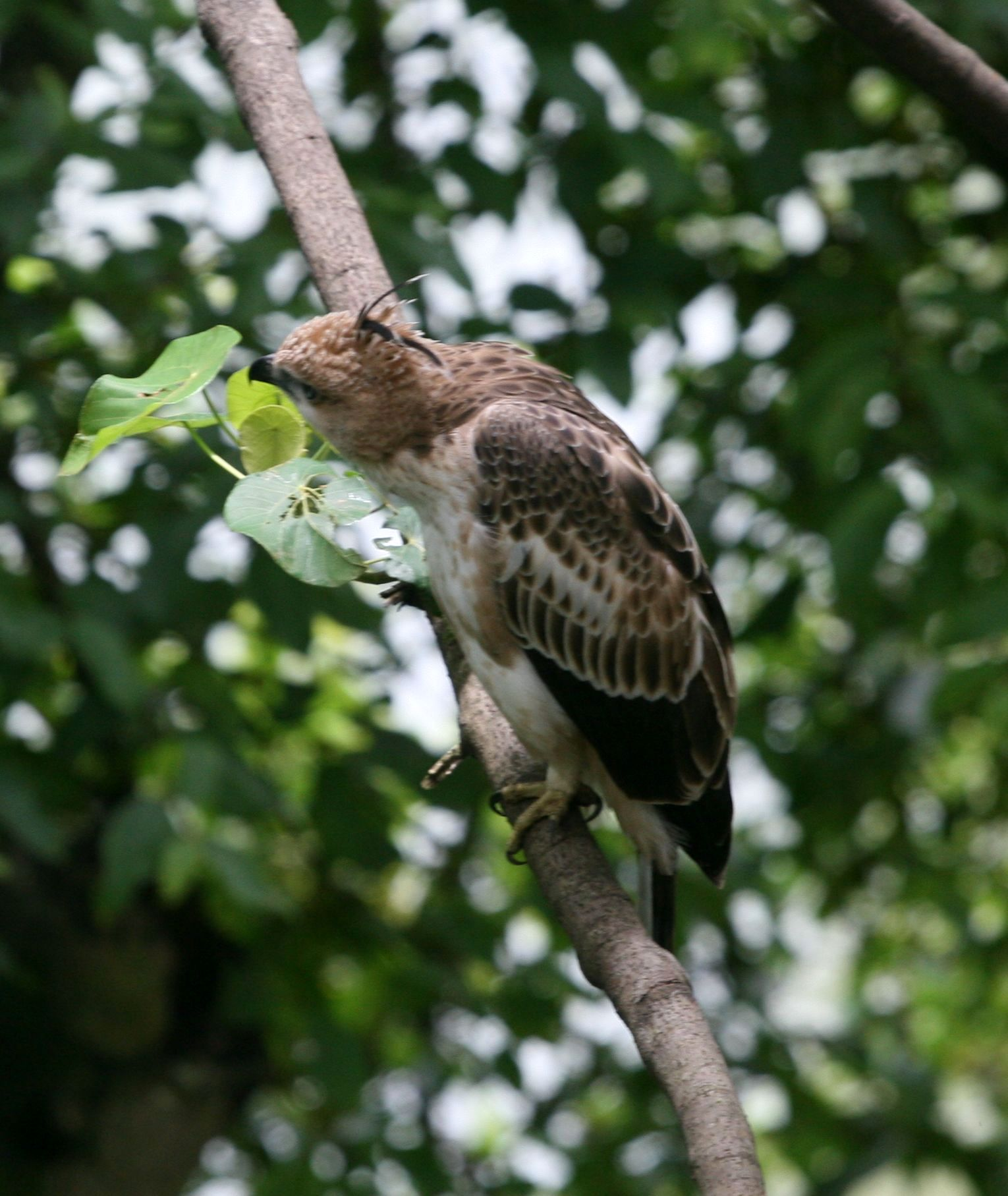
Підвид A. j. ceylonensis
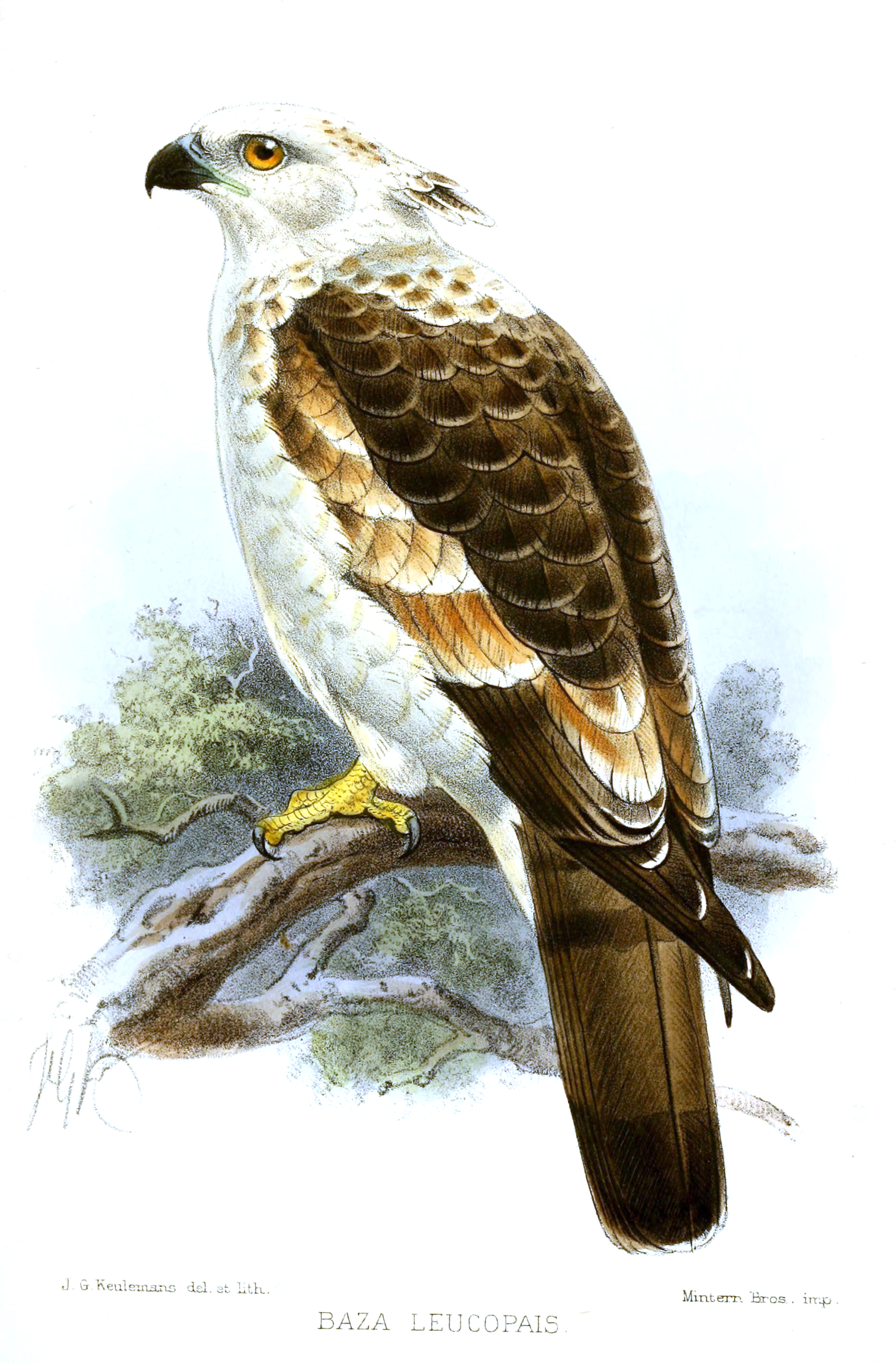
Підвид A. j. leucopias
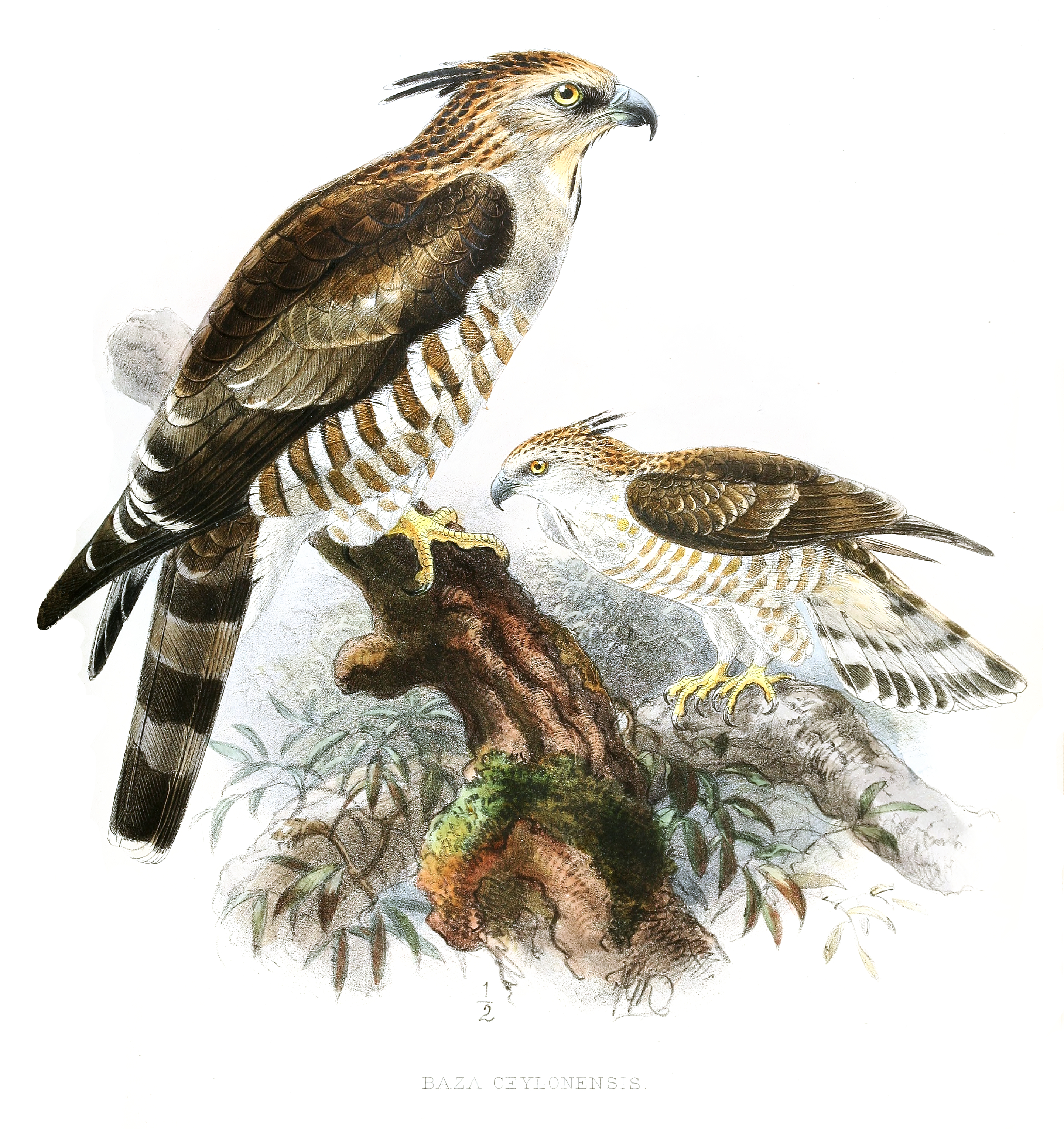
Підвид A. j. ceylonensis